# Philus Sulcus
Il Philus Sulcus è una struttura geologica della superficie di Ganimede.